# ISO 3166-2:HR
ISO-kôd 3166-2 za Hrvatsku označava hrvatske županije i grad Zagreb. Prvi dio kôda međunarodni je kôd za Hrvatsku, a preostala dva broja označavaju županiju.

## Popis kodova
| HR-01 | Zagrebačka županija             |
| HR-02 | Krapinsko-zagorska županija     |
| HR-03 | Sisačko-moslavačka županija     |
| HR-04 | Karlovačka županija             |
| HR-05 | Varaždinska županija            |
| HR-06 | Koprivničko-križevačka županija |
| HR-07 | Bjelovarsko-bilogorska županija |
| HR-08 | Primorsko-goranska županija     |
| HR-09 | Ličko-senjska županija          |
| HR-10 | Virovitičko-podravska županija  |
| HR-11 | Požeško-slavonska županija      |
| HR-12 | Brodsko-posavska županija       |
| HR-13 | Zadarska županija               |
| HR-14 | Osječko-baranjska županija      |
| HR-15 | Šibensko-kninska županija       |
| HR-16 | Vukovarsko-srijemska županija   |
| HR-17 | Splitsko-dalmatinska županija   |
| HR-18 | Istarska županija               |
| HR-19 | Dubrovačko-neretvanska županija |
| HR-20 | Međimurska županija             |
| HR-21 | Grad Zagreb                     |